# Alien (videogioco 1982)
Alien è un videogioco d'azione sviluppato e pubblicato dalla Fox Video Games nel 1982 per Atari 2600. Il videogioco, il primo ispirato ufficialmente al film Alien, utilizza lo stesso concept del celebre Pac-Man.